# ارنه ماتسون
ارنه ماتسون (سوئدی: Arne Mattsson) کارگردان و فیلم‌نامه‌نویس سوئدی زادهٔ اوپسالا بود. فیلم‌های اولیه او بیشتر کمدی بودند. بزرگترین موفقیت وی فیلم تابستانی پر از شادی (۱۹۵۱) بود که در جشنواره بین‌المللی فیلم برلین برندهٔ خرس طلایی شد.